# Pretty Boy
Pretty Boy è un cortometraggio del 2015 diretto da Cameron Thrower.

## Trama
Il giovane adolescente Sean è costantemente vittima di bullismo e si ritrova anche alle prese con la sua omosessualità e con le difficoltà della scuola superiore. Suo padre, devoto cristiano, scopre nella sua stanza alcune riviste discutibili e decide di aiutarlo a ritrovare la retta via regalandogli, per il suo diciottesimo compleanno, una notte di sesso con una prostituta in un motel. La donna, capiti i turbamenti di cui soffre il giovane, lo aiuta a fargli accettare la propria omosessualità.

## Riconoscimenti
- 2015 - Best Shorts Competition[1]
  - Award of Excellence
  - Humanitarian a Cameron Thrower
- 2015 - Cinema Diverse[1]
  - Short Film a Cameron Thrower
- 2015 - Global Film Festival Awards[1]
  - Outstanding Achievement a Cameron Thrower
- 2015 - Los Angeles Independent Film Festival Awards[1]
  - Miglior Drama a Cameron Thrower
  - Nomination Best Ensemble Cast
  - Nomination Miglior attore a Nick Eversman
  - Nomination Best Picture a Cameron Thrower
- 2015 - Out on Film[1]
  - Best Men's Shorts a Cameron Thrower
- 2015 - Sydney Indie Film Festival[1]
  - Miglior sceneggiatura a Cameron Thrower
  - Nomination Miglior film a Cameron Thrower e Rebekah Tripp
  - Nomination Best Male Lead a Nick Eversman
  - Nomination Best Female Lead a Rebekah Tripp
  - Nomination Miglior montaggio a Cameron Thrower
- 2015 - TeaDance Gay and Lesbian Film Festival[1]
  - Miglior cortometraggio a Cameron Thrower
- 2015 - Temecula Independent Film Festival of the Hollywood and Los Angeles California Wine Country[1]
  - Nomination Best Young Adult a Cameron Thrower
- 2015 - The IndieFest Film Awards[1]
  - Award of Excellence for Leading Actor a Nick Eversman
  - Award of Excellence Special Mention - LGBT a Cameron Thrower
  - Award of Excellence Special Mention for Supporting Actress a Rebekah Tripp
- 2016 - HollyShorts Film Festival[1]
  - Miglior cortometraggio a Cameron Thrower